# Cheshire (Ohio)
Cheshire és una població dels Estats Units a l'estat d'Ohio. Segons el cens del 2000 tenia 221 habitants.

## Demografia
Segons el cens del 2000, Cheshire tenia 221 habitants, 93 habitatges, i 59 famílies. La densitat de població era de 474 habitants per km².
Dels 93 habitatges en un 29% hi vivien nens de menys de 18 anys, en un 53,8% hi vivien parelles casades, en un 6,5% dones solteres, i en un 35,5% no eren unitats familiars. En el 33,3% dels habitatges hi vivien persones soles el 18,3% de les quals corresponia a persones de 65 anys o més que vivien soles. El nombre mitjà de persones vivint en cada habitatge era de 2,38 i el nombre mitjà de persones que vivien en cada família era de 3,05.
Per edats la població es repartia de la següent manera: un 25,8% tenia menys de 18 anys, un 7,7% entre 18 i 24, un 25,8% entre 25 i 44, un 24% de 45 a 60 i un 16,7% 65 anys o més.
L'edat mediana era de 40 anys. Per cada 100 dones de 18 o més anys hi havia 95,2 homes.
La renda mediana per habitatge era de 30.179 $ i la renda mediana per família de 31.786 $. Els homes tenien una renda mediana de 31.250 $ mentre que les dones 21.667 $. La renda per capita de la població era de 13.926 $. Aproximadament l'11,4% de les famílies i el 12,4% de la població estaven per davall del llindar de pobresa.

## Poblacions més properes
El següent diagrama mostra les poblacions més properes.